# جيراردو توريس
جيراردو توريس (بالإسبانية: Gerardo Torres) (14 مارس 1977 بماردة في المكسيك - ) هو لاعب كرة قدم مكسيكي في مركز الوسط. شارك مع منتخب المكسيك تحت 20 سنة لكرة القدم. أما مع النوادي، فقد لعب مع نادي أطلس ونادي تيكوس ونادي كاراكاس ونادي موريليا الرياضي وVenados F.C. ‏.

## وصلات خارجية
- جيراردو توريس على موقع الاتحاد الدولي (مؤرشف)  (الإنجليزية)
- جيراردو توريس على موقع قاعدة بيانات كرة القدم.إي يو (الإنجليزية)
- جيراردو توريس على موقع عالم كرة القدم.نت (الإنجليزية)